# Campylanthus antonii
Campylanthus antonii är en grobladsväxtart som beskrevs av M. Thulin. Campylanthus antonii ingår i släktet Campylanthus och familjen grobladsväxter. Inga underarter finns listade i Catalogue of Life.